# Мажюлис, Витаутас
Витаутас Мажюлис (лит. Vytautas Juozapas Mažiulis; 20 августа 1926, Рокенай, ныне в Зарасайском районе — 12 апреля 2009, Вильнюс) — литовский языковед, специалист по древнепрусскому языку. Лауреат Государственной премии Литовской ССР (1973).

## Биография
В 1947—1952 гг. изучал классическую филологию в Вильнюсском университете. В 1956 защитил в МГУ кандидатскую диссертацию, посвящённую числительным в литовском языке. Годом ранее был принят на работу в Вильнюсском университете, где заведовал кафедрой литовского языка (1968—1973). С 1973 г. занял место заведующего кафедрой балтийских языков.
В 1965 вместе с Йонасом Казлаускасом основал международный журнал «Baltistica», посвящённый балтийской филологии.
В 1970 стал членом Академии наук Литвы, защитив докторскую диссертацию, посвящённую связям между балтийскими языками и прочими индоевропейскими. После этого занимался в основном древнепрусским языком.

## Основные работы
- Pasaulio kalbos, 1958.
- Lietuvių kalbos gramatika, т. 1, один из авторов, 1965.
- Prūsų kalbos paminklai, 2 d. 1966—1981.
- Baltų ir kitų indoeuropiečių kalbų santykiai: Deklinacija, 1970.
- Из диахронической морфологии славянских и балтийских языков, с В. К. Журавлёвым, 1978.
- Pasaulio tautų kalbos, 1979, 2001.
- Prūsų kalbos etimologijos žodynas, 4 т. 1988—1997.
- Prūsų kalbos istorinė gramatika, 2004.